# Trigonurus rugosus
Trigonurus rugosus är en skalbaggsart som beskrevs av Sharp 1875. Trigonurus rugosus ingår i släktet Trigonurus och familjen kortvingar. Inga underarter finns listade i Catalogue of Life.